# زاهدان
زاهدان مدينة إيرانية تقع شرق قرب الحدود وبلوشستان مع باكستان وأفغانستان، والمدينة هي عاصمة محافظة سيستان وبلوشستان ويقطن المدينة نحو 276000 غالبيتهم من البلوش الذين يدينون بالإسلام على المذهب السني، تعليميا تضم المدينة 3 جامعات هي جامعة سيستان وبلوشستان وجامعة زاهدان للعلوم الطبية وجامعة آزاد إسلامي.
كما تضم المدينة أكبر مركز علمي وثقافي لأهل السنة في إيران، دار العلوم زاهدان.

## تاريخ بلوشستان
تم احتلال إقليم بلوشستان عام 1929 م من قِبَل إيران لغاية اليوم علما بأن بلوشستان كانت دولة مستقلة تم احتلالها عام 1830م من قِبَل المملكة المتحدة وتم تقسيمها إلى ثلاثة أجزاء قسم شرقي احتلته باكستان عام 1947 م بعد انفصالها عن الهند واحتلت إيران الأجزاء الغربية عام 1929 م والجزء الشمالي احتلته افغانستان.

## المناخ
يظهر الجدول التالي التغييرات المناخية على مدار السنة لزاهدان:
| البيانات المناخية لـزاهدان        | البيانات المناخية لـزاهدان | البيانات المناخية لـزاهدان | البيانات المناخية لـزاهدان | البيانات المناخية لـزاهدان | البيانات المناخية لـزاهدان | البيانات المناخية لـزاهدان | البيانات المناخية لـزاهدان | البيانات المناخية لـزاهدان | البيانات المناخية لـزاهدان | البيانات المناخية لـزاهدان | البيانات المناخية لـزاهدان | البيانات المناخية لـزاهدان | البيانات المناخية لـزاهدان |
| الشهر                             | يناير                      | فبراير                     | مارس                       | أبريل                      | مايو                       | يونيو                      | يوليو                      | أغسطس                      | سبتمبر                     | أكتوبر                     | نوفمبر                     | ديسمبر                     | المعدل السنوي              |
| --------------------------------- | -------------------------- | -------------------------- | -------------------------- | -------------------------- | -------------------------- | -------------------------- | -------------------------- | -------------------------- | -------------------------- | -------------------------- | -------------------------- | -------------------------- | -------------------------- |
| الدرجة القصوى °م (°ف)             | 27.0 (80.6)                | 28.0 (82.4)                | 32.2 (90.0)                | 37.0 (98.6)                | 40.4 (104.7)               | 43.0 (109.4)               | 42.0 (107.6)               | 43.0 (109.4)               | 40.0 (104.0)               | 36.0 (96.8)                | 30.2 (86.4)                | 28.0 (82.4)                | 43.0 (109.4)               |
| متوسط درجة الحرارة الكبرى °م (°ف) | 14.0 (57.2)                | 16.5 (61.7)                | 21.9 (71.4)                | 27.5 (81.5)                | 32.5 (90.5)                | 36.2 (97.2)                | 37.0 (98.6)                | 35.6 (96.1)                | 32.3 (90.1)                | 27.7 (81.9)                | 21.7 (71.1)                | 16.3 (61.3)                | 26.6 (79.9)                |
| المتوسط اليومي °م (°ف)            | 6.4 (43.5)                 | 9.2 (48.6)                 | 14.5 (58.1)                | 20.0 (68.0)                | 24.7 (76.5)                | 28.3 (82.9)                | 29.3 (84.7)                | 27.1 (80.8)                | 22.7 (72.9)                | 17.8 (64.0)                | 11.9 (53.4)                | 7.9 (46.2)                 | 18.3 (65.0)                |
| متوسط درجة الحرارة الصغرى °م (°ف) | −0.5 (31.1)                | 2.5 (36.5)                 | 7.4 (45.3)                 | 12.1 (53.8)                | 15.9 (60.6)                | 18.6 (65.5)                | 19.8 (67.6)                | 17.2 (63.0)                | 12.4 (54.3)                | 8.1 (46.6)                 | 3.1 (37.6)                 | 0.5 (32.9)                 | 9.8 (49.6)                 |
| أدنى درجة حرارة °م (°ف)           | −22 (−8)                   | −14 (7)                    | −7 (19)                    | 0.0 (32.0)                 | 1.4 (34.5)                 | 11.0 (51.8)                | 12.0 (53.6)                | 8.0 (46.4)                 | 2.0 (35.6)                 | −4 (25)                    | −11 (12)                   | −16 (3)                    | −22 (−8)                   |
| الهطول مم (إنش)                   | 19.3 (0.76)                | 21.1 (0.83)                | 13.6 (0.54)                | 9.5 (0.37)                 | 3.9 (0.15)                 | 0.4 (0.02)                 | 0.8 (0.03)                 | 0.9 (0.04)                 | 0.2 (0.01)                 | 1.8 (0.07)                 | 3.4 (0.13)                 | 7.2 (0.28)                 | 82.1 (3.23)                |
| متوسط الأيام الممطرة              | 4.3                        | 4.5                        | 4.2                        | 4.2                        | 2.4                        | 0.3                        | 0.4                        | 0.2                        | 0.3                        | 0.9                        | 1.3                        | 2.8                        | 25.8                       |
| متوسط الأيام المثلجة              | 0.7                        | 0.4                        | 0.1                        | 0                          | 0                          | 0                          | 0                          | 0                          | 0                          | 0                          | 0                          | 0.3                        | 1.5                        |
| متوسط الرطوبة النسبية (%)         | 54                         | 50                         | 42                         | 36                         | 29                         | 24                         | 23                         | 24                         | 25                         | 31                         | 40                         | 49                         | 36                         |
| ساعات سطوع الشمس الشهرية          | 208.8                      | 199.3                      | 221.2                      | 235.2                      | 296.2                      | 310.2                      | 317.9                      | 324.5                      | 305.4                      | 290.2                      | 245.6                      | 215.2                      | 3٬169٫7                    |
| المصدر: NOAA (1961–1990)          |                            |                            |                            |                            |                            |                            |                            |                            |                            |                            |                            |                            |                            |